# Rădești (gmina w okręgu Alba)
Rădești – gmina w Rumunii, w okręgu Alba. Obejmuje miejscowości Leorinț, Meșcreac, Rădești i Șoimuș. W 2011 roku liczyła 1200 mieszkańców. 